# Container (film)
Container è un film del 2006 diretto da Lukas Moodysson.